# Pierre Justin Marie Macquart
Pierre Justin Marie Macquart, född den 8 april 1778 i Hazebrouck, död den 25 november 1855 i Lestrem, var en fransk entomolog.
Macquart, som var föreståndare för naturhistoriska museet i Lille, författade Histoire naturelle des insectes. Diptères (2 band, 1834–1835), Diptères exotiques nouveaux ou peu connus (2 band, med 2 supplementband, 1838–1848) med mera.